# Matej Dobovšek
Matej Dobovšek, slovenski smučarski skakalec, * 30. junij 1990, Ljubljana.
Dobovšek je član kluba SK Triglav Kranj. Na Zimski univerzijadi 2011 v Erzurumu je zmagal na srednji in veliki skakalnici, osvojil pa je tudi srebrno medaljo ekipno na srednji skakalnici. V kontinentalnem pokalu je 30. februarja 2011 zmagal na temi v Iron Mountainu, 5. marca istega leta pa je dosegel še drugo mesto v Kuopiu. V svetovnem pokalu je debitiral 17. marca 2011 na poletih v Planici, ko se mu ni uspelo kvalificirati na tekmo.